# L'Hostalnou de Bianya
L'Hostalnou de Bianya (també anomenat Urbanització de l'Hostalnou) és una entitat de població i cap del terme del municipi de la Vall de Bianya. Se situa a una altitud de 367 m sobre el nivell del mar. L'any 2013 tenia 105 habitants.

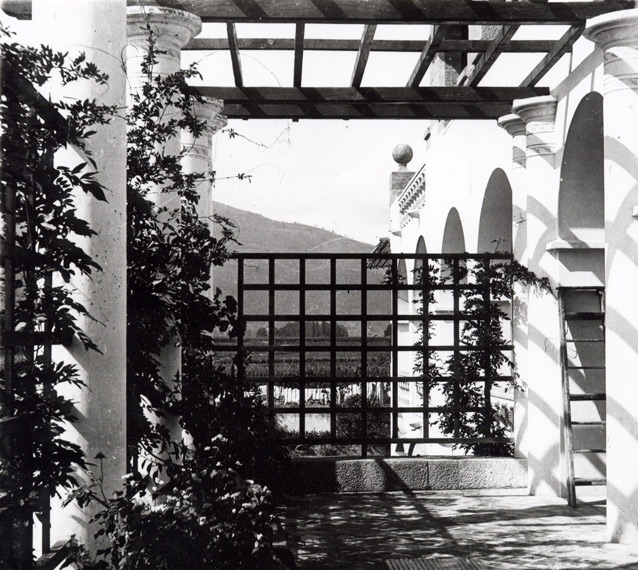
Mas la Riba, reformat per Rafael Masó i localitzat a l'Hostalnou.

El poble de l'Hostalnou està format bàsicament per una sèrie de cases situades al llarg de la carretera C-26. En ser el cap municipal, podem trobar-hi l'Ajuntament, a part d'altres edificis municipals com el Centre Cívic o la zona esportiva (camp de futbol, pista de bàsquet i vestidors) i alguns comerços. Culturalment parlant, destaca l'edifici Mas la Riba, reformat per l'arquitecte noucentista Rafael Masó i que actualment forma part d'una indústria.
L'Hostalnou de Bianya també és una de les seus principals dels esdeveniments organitzats pels bianyencs i les bianyenques, entre els quals destaquen la Fira del Farro i l'inici i el final de la competició d'atletisme Romànic Extrem, que recorre gran part del municipi.